# Петар Цветковић (песник)
Петар Цветковић (Масуровци код Бабушнице, 1939) српски је песник.

## Биографија
Петар Цветковић рођен је 1939. године у Масуровцима код Бабушнице. Студирао је и дипломирао на групи за југословенске и општу књижевност Филолошког факултета у Београду. Био је сарадник и члан редакције студентског часописа „Видици“, као и листа „Књижевна реч“. Дужи низ година био је заменик главног и одговорног уредника односно главни и одговорни уредник „Књижевних новина“, гласила Удружења књижевника Србије, а потом први од оснивача и главни уредник „Књижевног листа“, данас „Српског књижевног листа“.
Цветковићев поетички идентитет заснива се како на тематизацији доживљаја свакодневног живота, мотива из природе и животињског света, тако и на оживљавању општих и националних културно-историјских тема у стилском проседеу модерне лирске нарације.
Цветковић је заступљен у свим значајнијим антологијама савременог српског песништва, а његове песме превођене су и на више светских језика.
Члан је Удружења књижевника Србије и Српског књижевног друштва.

## Награде
Добио је више књижевних награда за поезију:
- БИГЗ-ова награда, за књигу Песме, 1993.
- Награда „Ђура Јакшић”, за књигу Песме, 1993.
- Награда „Милан Ракић”, за књигу Песме, 1993.
- Награда „Бранко Миљковић”, за књигу поезије Песме из аутобуса, 1997.[1]
- Награда „Жичка хрисовуља”, 2013.[5][6]

## Књиге
Објавио је књиге песама:
- Позориште (1965)
- Песме и бајке (1971)
- Осам слатких спавања и друге приче (1974)
- Вага (1978)
- Једнина (1981)
- Мала светлост (1982)
- Грчка лоза (1989)
- Песме (1992)
- Грчка лоза, изабране и нове песме (1994)
- Песме из аутобуса (1997)
- Божићне песме (1998)
- Песме из аутобуса I и II (2005)
- Песме, изабране и нове (2007)
- Капија, изабране и нове песме (2012).